# История почты и почтовых марок Турецкой Республики Северного Кипра
История почты и почтовых марок Турецкой Республики Северного Кипра подразделяется на периоды, соответствующие почтовым системам государств, в составе которых находилась данная территория (Венеция, Османская империя, Великобритания, Республика Кипр), и деятельности самостоятельной турецко-киприотской почтовой администрации (с 1964 года). Последняя выпускает собственные почтовые марки (с 1970 года).

## Развитие почты

### Ранний период
История почты на территории Северного Кипра отслеживается со Средневековья, когда ещё во времена оккупации острова венецианцами на Кипре начала действовать почтовая связь. Известно письмо, датированное 17 августа 1353 года, отправленное из Фамагусты в Константинополь.
В XIX веке на Кипре функционировали почтовые отделения Османской империи и некоторых стран. После того как Кипр стал подчиняться Великобритании, здесь стала работать британская почта.
С 1960 по 1964 год на территории Северного Кипра работала почтовая служба Республики Кипр, издававшая собственные марки.

### Современность

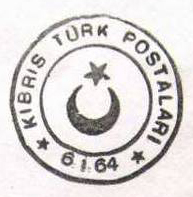
Почтовый штемпель турецко-киприотской почтовой администрации (1964)

Турецко-киприотская почтовая администрация была создана 6 января 1964 года. Почтовые отделения открылись в турецких районах Фамагусты, Ларнаки, Лимасола, Пафоса, Кирении, Лефки и Никосии. Использовались марки Кипра, основные запасы которых хранились в Никосии в почтовом отделении на площади Ататюрка. Они гасились почтовым штемпелем с текстом тур. «Kibris. Turks Postalari» («Кипр. Турецкая почта») и неизменной датой «6.1.64». В ходу был также второй тип штемпеля, у которого дата была заменена звездой. Штемпеля изготавливались вручную и имели недостатки, по которым можно определить место их производства.
В ответ на это греко-киприотская почтовая администрация ввела запрет на почтовое сообщение из турецко-киприотских областей и деятельность турецко-киприотских почтовых агентств. Единственным исключением, не попавшим под почтовое эмбарго, стал анклав Фамагуста с 33 деревнями. Это было связано с тем, что город Фамагуста являлся важным торговым центром, в порту которого греки и турки-киприоты продолжали совместную деятельность.
В связи с наложенным эмбарго, турецко-киприотская заграничная почта отправлялась через Красный Крест и Красный Полумесяц, авиапочту британских вооружённых сил, авиапочту вооружённых сил по поддержанию мира Организации Объединённых Наций или с дипломатической почтой дружественных посольств.
14 ноября 1964 года между греками и турками-киприотами при помощи Вооружённых сил ООН по поддержанию мира на Кипре (ВСООНК) было подписано почтовое соглашение. Согласно ему все запасы марок и почтовой бумаги, находившиеся в почтовом отделении в Никосии на площади Ататюрка, и все деньги, полученные от продаж, должны были быть возвращены грекам-киприотам. В свою очередь, греки-киприоты должны были разрешить обычную и международную почту из турецко-киприотских областей и анклавов. Однако несмотря на это соглашение, почтовое обслуживание турецкой части острова оставалось ограниченным. Гашения этого периода очень редки.
После разделения острова в 1974 году на две части так называемой Зелёной линией в турецкой части Кипра новые почтовые отделения открылись в Гузельюрте (Морфу), Лефконуке, Кирении (Гирне), Лапте (Лафитосе), Искеле (Трикомо), в районе Никосии Енишехир (Никосийский филиал № 4) и в Дегирменлике. В то же время турецкие отделения в Ларнаке, Лимасоле и Пафосе были закрыты греко-киприотской администрацией.
В начале января 1974 года турецко-киприотская почтовая администрация Дегирменлика изготовила резиновый ручной заказной штемпель нового образца. Он был примерно 33 мм длиной и 12 мм шириной и разделён на две части. В верхней имелось место для вписывания от руки названия населённого пункта, в нижней — заглавная буква «R» и порядковый регистрационный номер. К концу апреля новые заказные штемпели были введены во всех почтовых отделениях турецко-киприотской части острова. Самым редким штемпелем этого периода считается штемпель Лефконука с отсутствующей буквой «f», датированный 12 апреля 1975 года.
27 июля 1974 года почтовая администрация Турции по просьбе турецко-киприотской почтовой администрации изготовила новые почтовые штемпели для 146 деревень. Новые почтовые штемпеля были однотипными с турецкими. В обращение они вводились в три этапа: с 1 августа в районе Лефкосия (Никосия), с 8 августа в районе Газимагуса (Фамагуста) и с 15 августа в районе Гирне (Кирения).
В 1974 году открылось новое почтовое отделение в Енишехире (Никосия). К началу июня 1975 года здесь и в почтовом отделении Никосии были изготовлены новые заказные штемпели (45 × 12 мм), содержащие название населённого пункта. Буква «R» у этих штемпелей располагалась слева, название населённого пункта — сверху, регистрационный номер — внизу. К концу июня 1975 года все почтовые отделения Северного Кипра были снабжены стандартными заказными штемпелями.
Почта, направляемая в населённые пункты Северного Кипра, должна содержать в адресной части особое указание: «via Mersin 10, TURKEY» («Через Мерсин, 10, Турция»). Это вызвано тем, что Всемирный почтовый союз (ВПС) не признаёт Северный Кипр в качестве самостоятельной администрации.

## Выпуски почтовых марок

Почтовая марка Турецкого Федеративного Государства Северного Кипра, выпущенная в честь провозглашения этого государства, 1975(Mi #8)

### Первые марки
8 апреля 1970 года вышли первые знаки почтовой оплаты турецко-киприотской почтовой администрации. Они использовались только для корреспонденции в пределах турецкой общины и назывались марками социальной помощи. Номиналы миниатюр — 5 и 15 миллей, были обозначены символическими лепестками, каждый лепесток равнялся одному миллю. Эти марки гасились линейным штемпелем чёрного, иногда синего, цвета, с указанием даты и названия почтового отделения.

### Последующие эмиссии
27 июля 1974 года выпуском серии из семи коммеморативных марок было отмечено 50-летие Турецкой республики. На миниатюрах была надпись «Kıbrıs Türk Yönetimi» («Турецко-киприотская администрация»). Наряду с новыми марками, были также введены новые почтовые штемпели на турецком языке. С 1974 года марки Северного Кипра издаются регулярно.
Провозглашение Турецкого Федеративного Государства Северного Кипра (ТФГСК) было отмечено выпуском двух марок, вышедших в обращение 3 марта 1975 года. На миниатюрах номиналами 10 и 20 миллей из коммеморативной серии 1974 года были сделаны надпечатки чёрной краской в пять строк текста «Kıbrıs Türk Federe Devleti 13.2.1975» (Федеративное государство турок-киприотов) и нового номинала. Первая стандартная серия ТФГСК из 10 марок с видами страны вышла 21 апреля 1975 года. В апреле 1978 года была эмитирована первая серия марок с номиналами в турецкой валюте.
Первый почтовый блок вышел в обращение в июле 1979 года и был посвящён 5-летней годовщине турецкой интервенции на Кипре.
Провозглашение независимости Турецкой Республикой Северного Кипра в 1983 году так же было отмечено серией из четырёх марок, вышедших в обращение 7 декабря. На марках стандартной серии ТФГСК 1981 года с изображением цветов была сделана надпечатка чёрной краской текста в три строки «Kuzey Kıbrıs Türk Cumhuriyeti 15.11.1983» и частично нового номинала.
7 августа 1995 года была выпущена почтово-налоговая марка, сбор от которой шёл в фонд помощи от убытков лесного пожара, случившегося в июне 1995 года в горах близ Кирении. Марка была изъята из обращения 6 февраля 1996 года.

### Тематика
Тематика марок Турецкой Республики Северного Кипра подчёркнуто нейтральна: экология, предметы старины и т. п. Нереализованные остатки тиражей изымаются из обращения через год после выпуска и уничтожаются.

### Реакция Кипра
Знаки почтовой оплаты Северного Кипра не признаются почтовым ведомством Республики Кипр, в связи с чем киприотская почта неоднократно направляла соответствующие письма-уведомления в руководящие органы ВПС.